# 赤十字社支部旧址
赤十字社支部旧址，位于辽宁省沈阳市和平区中山路118号，是一座建于1920年的近代办公建筑。该建筑曾是日本赤十字社奉天支部的办公场所。目前，该建筑被列为沈阳市级文物保护单位进行保护。

## 历史沿革
日俄战争后，随着奉天满铁附属地的建立，日本赤十字社开始在奉天建立永久性设施。1909年，赤十字社设立了“日本赤十字社满洲委员部”，并在满洲各主要城市设立分支机构和医院。随后，赤十字社奉天支部成立，作为满铁在奉天地区各项活动的后勤与管理中枢。1920年，日本赤十字会奉天支部办公楼建成启用。1937年，为了强化满洲国作为独立国家的表象，日本政府宣布废除其在满铁附属地的治外法权，并将行政权移交予满洲国政府。1938年10月1日，日本赤十字社在满洲的业务与当地的慈善团体“恩赐普济会”（恩賜普済会）合并，成立了一个新的、名义上属于“满洲国”的法人——满洲国赤十字社。大楼也随即成为满洲国赤十字社支部办公用房，直至满洲国灭亡。

## 建筑
该建筑为两层砖混结构建筑（局部带阁楼），平面布局规整，对称均衡。大楼外观以素灰色为主调，饰有欧洲古典主义装饰纹样，呈现出鲜明的新古典主义风格。这一风格选择既不同于奉天驿的“辰野式”红砖折衷主义风格，也区别于奉天大和旅馆的装饰艺术（Art Deco）风格，在当时的浪速通建筑群中显得尤为突出。